# Hasenberg (Nümbrecht)
Hasenberg ist ein Ortsteil von Nümbrecht im Oberbergischen Kreis im südlichen Nordrhein-Westfalen innerhalb des Regierungsbezirks Köln.

## Lage und Beschreibung
Der Ort liegt in Luftlinie rund 3,2 km nordwestlich vom Ortszentrum von Nümbrecht entfernt.

## Geschichte

### Erstnennung
1447 wurde der Ort das erste Mal urkundlich erwähnt und zwar „Rechnung des Rentmeisters Joh. van Flamersfelt“.
Die Schreibweise der Erstnennung war Hasenberg.